# Nordlig glasögonsalamander
Nordlig glasögonsalamander (Salamandrina perspicillata)  är ett stjärtgroddjur i familjen salamandrar som finns i Italien.

## Taxonomi
Den troddes länge vara identisk med glasögonsalamandern (Salamandrina terdigitata), men 2005 konstaterade man med hjälp av DNA-analys att de två formerna var skilda arter.

## Utseende
Arten är liten, med en medellängd av 8,5 cm (de längsta honorna kan bli upp till 13 cm långa, och hanarna upp till 9,2 cm). Kroppens ovansida är brun till mörkgrå och tydligt tillplattad så att revbenen syns. Svansens ovansida är delvis rödaktig. Färgen kan dock variera, från halvalbinistiska former, över helröda individer till djur med gulfläckig ovansida. Undersidan av svansen, fötterna och ofta även den bakre delen av buken är klarröda, medan resten av buksidan är vitaktig till ljusgrå med mörkgrå eller svarta fläckar. Parotidkörtlar saknas, och den har fyra tår på alla fötterna, inklusive bakfötterna (som hos de flesta salamandrar brukar ha fem tår). På huvudet har den en vitaktig till gulaktig markering mellan ögonen, som med litet god vilja kan tolkas som ett par glasögon - därav de svenska och latinska namnen (perspicillata är nylatin för "med glasögon"). Arten är mycket lik den nära släktingen glasögonsalamander, men den är i genomsnitt något större och har i allmänhet mindre rött i teckningen.

## Utbredning
Den nordliga glasögonsalamandern finns i den norra delen av den italienska halvön i Apenninerna norr om provinsen Caserta. Söder därom ersätts den av glasögonsalamandern (Salamandrina terdigitata).

## Beteende
Den nordliga glasögonsalamandern är kvälls- och nattaktiv med en aktivitetsperiod som ungefär varar mellan kl 18.00 och 24.00. 
Arten håller till i bergsskogar med tät undervegetation, gärna i dalgångar på nordsidan. Endast honorna är akvatiska, och då enbart i samband med äggläggningen. Salamandrarna påträffas ibland underjordiskt. De lever av olika marklevande, ryggradslösa djur som spindeldjur (framför allt kvalster), men också mindre kräftdjur, hoppstjärtar, skalbaggar, hopprätvingar, steklar, maskar och sniglar. Arten kan bli upp till 12 år gammal. Den håller vanligtvis till i de lägre delarna av bergskedjan, på höjder mellan 200 och 900 m, men kan återfinnas från 50 m upp till 1 500 m.

### Fortplantning
Parningen förefaller ske på land (något som emellertid endast har observerats i fångenskap). Äggen utvecklas i syrerika vattensamlingar som dammar, vattentråg och långsamma bäckar med steniga bottnar. I undantagsfall kan utvecklingen även ske i grottor. Endast honorna uppsöker vatten i samband med äggläggningen, som vanligen sker mellan mars och april, men som kan börja så tidigt som slutet av december och avslutas så sent som i augusti. Äggen kläcks efter 20 till 22 dagar vid 14ºC. Larverna, som lever på olika vattenlevande ryggradslösa djur, särskilt fjädermygglarver, förvandlas efter 2 till 5 månader beroende på vattentemperatur, vattnets syrehalt och tillgången på föda. Ungdjuren blir könsmogna efter 4 till 5 år.

## Status
Den nordliga glasögonsalamandern betraktas som livskraftig ("LC") och populationen är stabil. På vissa lokaler har det skett en viss habitatförlust och mindre vattenföroreningar, men det anses inte innebära en fara för arten i stort.